# Lin Qiang
Lin Qiang (林强S, Lín QiángP; 13 gennaio 1960) è un ex calciatore cinese, di ruolo centrocampista.

## Carriera

### Nazionale
Ha rappresentato la Nazionale cinese alla Coppa d'Asia nel 1984.